# Museu Sorolla
El Museu Sorolla és un museu ubicat a Madrid dedicat a l'artista Joaquim Sorolla.
L'edifici fou la casa de l'artista, i va ser convertit en un museu després de la mort de la seva vídua, Clotilde García del Castillo. El dia 28 de març de 1931 es va acceptar el llegat de la vídua del pintor i el Museu va ser inaugurat el 1932. Va ser declarat Bé d'Interès Cultural el 1962.

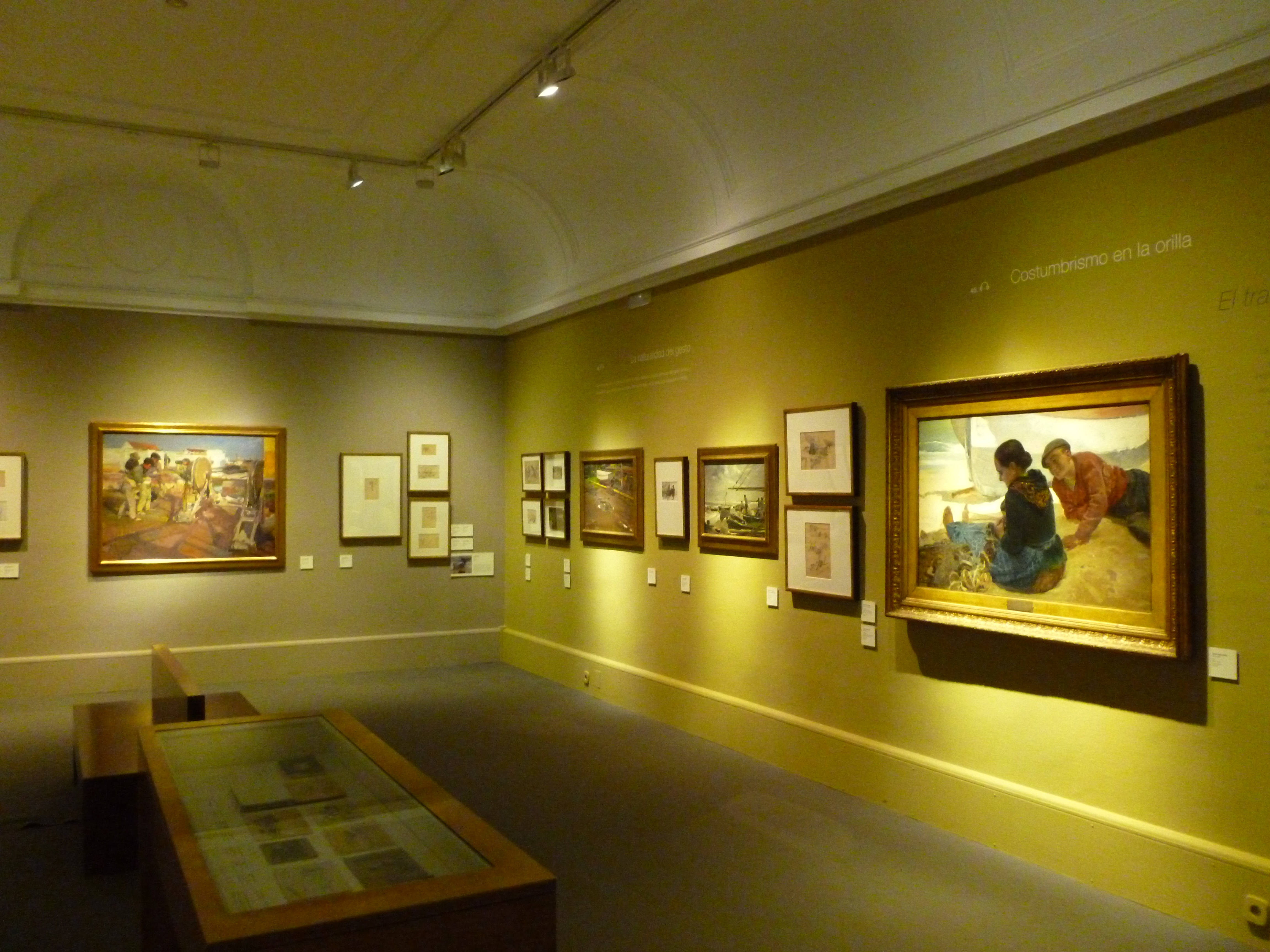
Sala del Museu Sorolla (2015)

Les habitacions principals continuen moblades com eren durant la vida de l'artista, incloent la gran sala de Sorolla, un estudi ben il·luminat, les parets del qual són plenes dels seus llenços. Altres habitacions són utilitzades com a galeries per mostrar les pintures de Sorolla. Al pis de dalt les habitacions són una galeria per exposicions especials. El 2014 aquestes habitacions van oferir una exposició de fotografies de David Palacin sobre el ballet Sorolla, produïdes per la Companyia Nacional de Dansa.